# یواس‌اس هورنبیل (ای‌ام‌سی-۱۳)
یواس‌اس هورنبیل (ای‌ام‌سی-۱۳) (به انگلیسی: USS Hornbill (AMc-13)) یک کشتی بود که طول آن ۸۳ فوت ۲ اینچ (۲۵٫۳۵ متر) بود. این کشتی در سال ۱۹۳۸ ساخته شد.